# 瓦瑞布如克 (新南威尔士州)
瓦瑞布如克（Warabrook）是位于澳大利亚新南威尔士州纽卡斯尔市（Newcastle）商务中心区西北部的一个郊区。它是纽卡斯尔市当地政府区域的一部分。
它有一个属于城间铁路（CityRail）猎人谷线（Hunter line）的火车站（于1997年投入使用，为附近位于卡拉汉（Callaghan ）和瓦瑞布如克(Warabrook)的纽卡斯尔大学提供服务）。 该铁路线是纽卡斯尔到梅特兰（Maitland）路线的一部分，也是从悉尼到新英格兰地区（New England region）的主要北线（Main North line ）的第一部分。主要北线于1857年建成。
瓦瑞布如克与杰斯蒙（ Jesmond ）和纽卡斯尔之间有两条巴士线。该区主要是住宅区，还包括一个购物中心，一个老年护理中心和一个光工业区。